# Fosfor biały

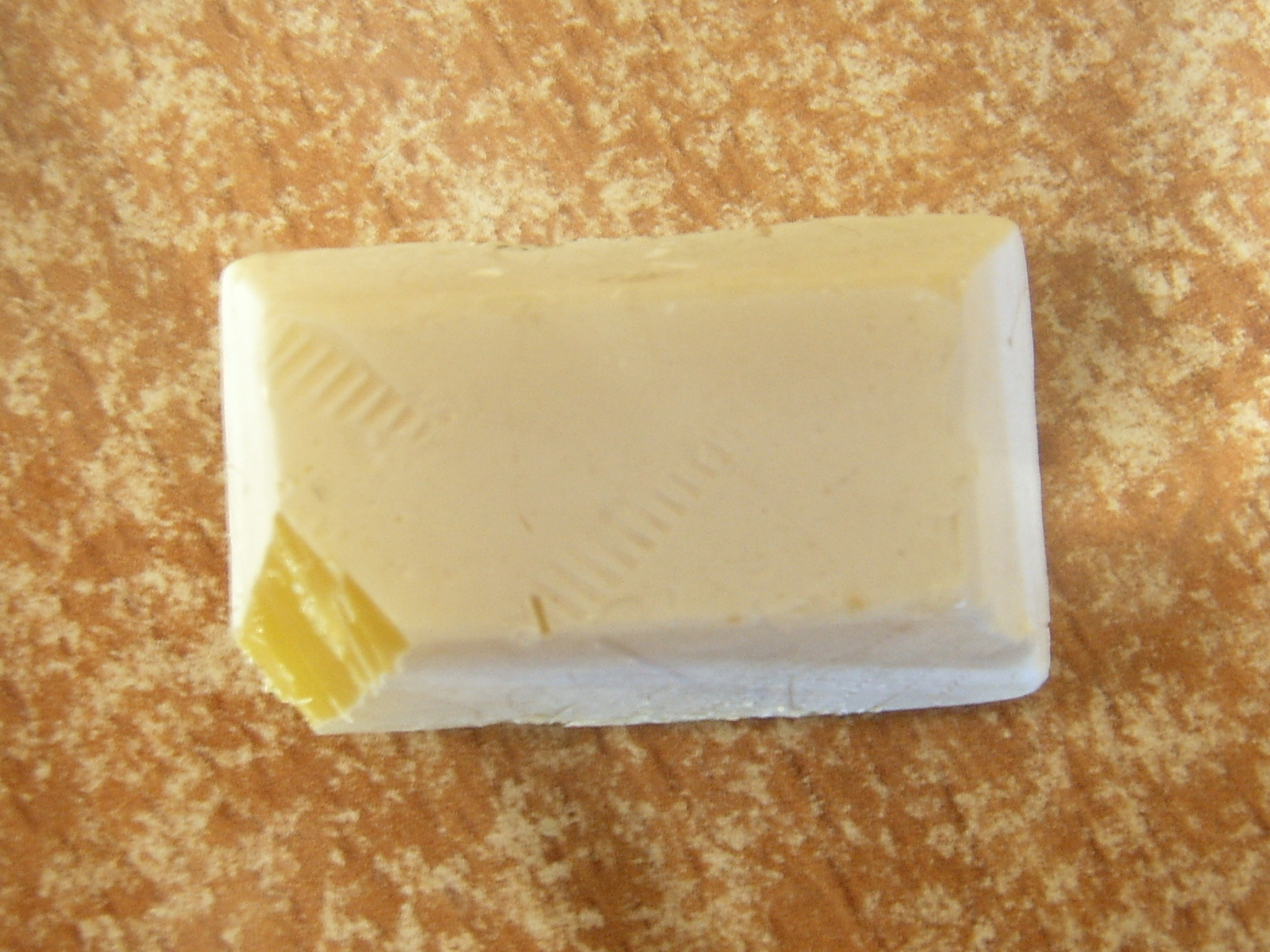
Fosfor biały

Tetraedryczna cząsteczka fosforu białego

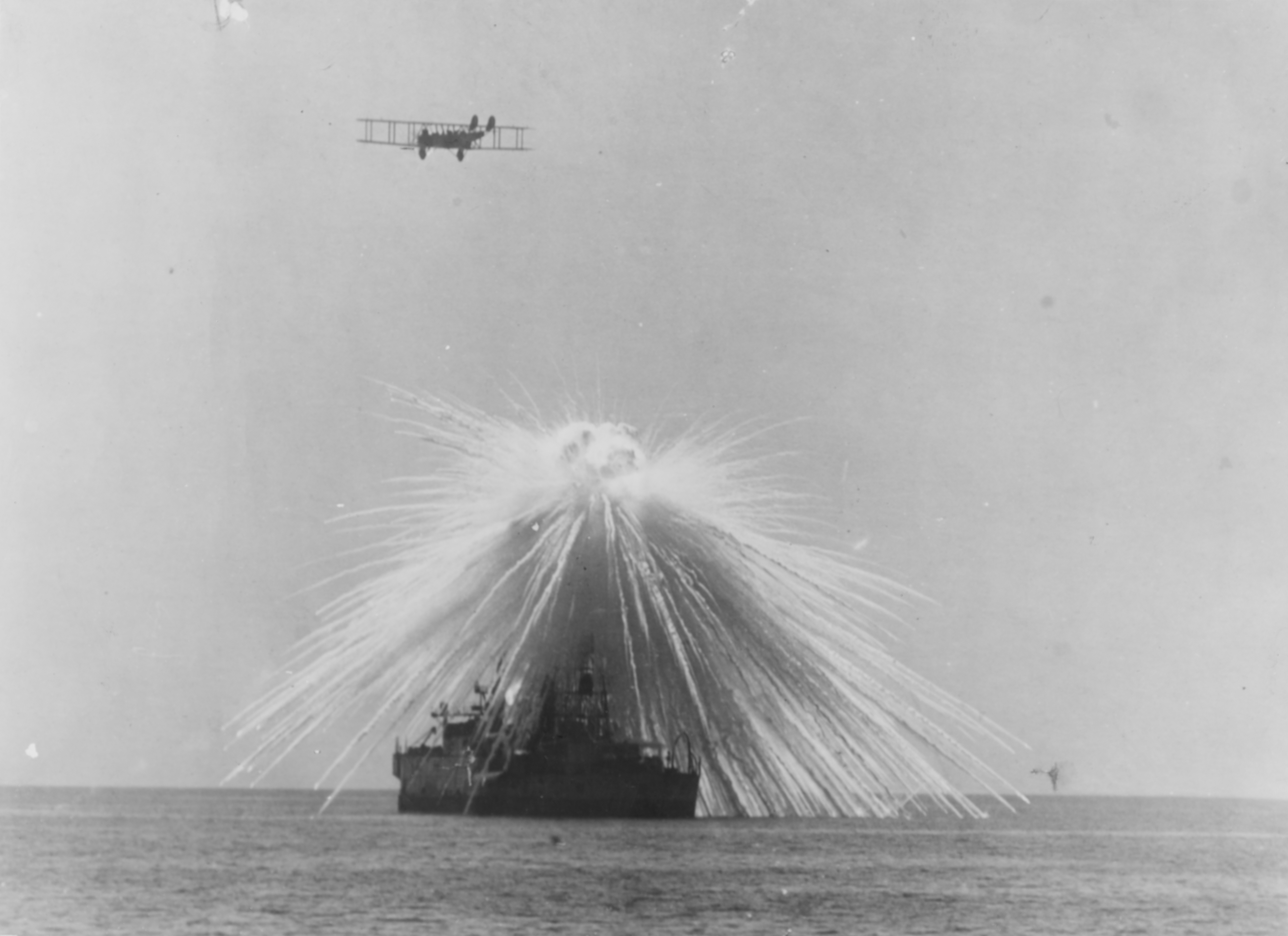
Stary pancernik USS „Alabama” jako cel podczas prób zapalających bomb fosforowych (1921)

Fosfor biały lub fosfor żółty – najaktywniejsza odmiana alotropowa fosforu. Biała, lepka, woskowata substancja o temperaturze topnienia 44 °C i wrzenia 280 °C; gęstość 1,8 g/cm³. Tworzy dwie formy krystaliczne, α (układ regularny), stabilna w warunkach normalnych, oraz β (układ heksagonalny), stabilna poniżej –80 °C.
Otrzymuje się go przez kondensację jego par powstających podczas prażenia bez dostępu powietrza fosforanu wapnia z koksem i piaskiem. Jego cząsteczka składa się z czterech atomów ułożonych w czworościan foremny (tetraedr).
Fosfor biały przechowuje się pod wodą. Na powietrzu szybko się utlenia, z widoczną w ciemności zielonkawą poświatą (stąd termin fosforescencja), łatwo ulega samozapłonowi (w formie litej w temp. 25–60 °C, rozdrobniony natychmiast). Palący się biały fosfor rozgrzewa się do 1300 °C i wydziela dużą ilość żrącego dymu (pięciotlenek fosforu). Jest trudny do ugaszenia (nie należy gasić go wodą).
Fosfor biały jest silnie trujący. Dawka śmiertelna dla dorosłego człowieka wynosi ok. 0,1 g. Zakazane jest używanie białego fosforu do produkcji zapałek.
Stosowany jest jako substancja aktywna w broni zapalającej.